# Midtra Rotøyna
Midtra Rotøyna ist eine Insel am südlichen Ende des Hjeltefjord in der Gemeinde Askøy in der norwegischen Provinz Vestland.
Sie liegt zwischen der nördlich gelegenen Insel Nordra Rotøyna und der südlichen der Insel Søra Rotøyna. Nordöstlich liegt Purkholmen, östlich Kristofferholmen.
Die unbewohnte felsige Insel erstreckt sich von Westen nach Osten über etwa 600 Meter bei einer Breite von bis zu 350 Metern. Sie erreicht eine Höhe von bis zu 36 Metern. Auf der Insel bestehen zwei kleine Seen und ein von der Mitte der Insel nach Osten entwässernder Wasserlauf.
Südlich der Insel wurde Unterwasser ein Schiffsanker aus dem 19. Jahrhundert gefunden, der als geschützte archäologische Stätte gilt.